# Lassales
Pour l’article ayant un titre homophone, voir Lassalle.
Lassales est une commune française située dans le nord-est du département des Hautes-Pyrénées, en région Occitanie. Sur le plan historique et culturel, la commune est dans la région gasconne de Magnoac, située sur le plateau de Lannemezan, qui reprend une partie de l’ancien Nébouzan, qui possédait plusieurs enclaves au cœur de la province de Comminges et a évolué dans ses frontières jusqu’à plus ou moins disparaitre.
Exposée à un climat océanique altéré, elle est drainée par le Gers et par divers autres petits cours d'eau. La commune possède un patrimoine naturel remarquable composé d'une zone naturelle d'intérêt écologique, faunistique et floristique.
Lassales est une commune rurale qui compte 37 habitants en 2022, après avoir connu un pic de population de 253 habitants en 1836. Ses habitants sont appelés les Lassalais ou  Lassalaises.

## Géographie

### Localisation
La commune de Lassales se trouve dans le département des Hautes-Pyrénées, en région Occitanie.
Elle se situe à 34 km à vol d'oiseau de Tarbes, préfecture du département, et à 15 km de Trie-sur-Baïse, bureau centralisateur du canton des Coteaux dont dépend la commune depuis 2015 pour les élections départementales.
La commune fait en outre partie du bassin de vie de Lannemezan.
Les communes les plus proches sont : 
Gaussan (1,9 km), Monlong (2,0 km), Laran (2,4 km), Arné (3,4 km), Tajan (3,5 km), Caubous (3,6 km), Boudrac (4,0 km), Recurt (4,2 km).
Sur le plan historique et culturel, Lassales fait partie de la région gasconne de Magnoac, située sur le plateau de Lannemezan, qui reprend une partie de l’ancien Nébouzan, qui possédait plusieurs enclaves au cœur de la province de Comminges et a évolué dans ses frontières jusqu’à plus ou moins disparaitre.
Les communes limitrophes sont  Gaussan, Monlong et Monléon-Magnoac.
|         | Gaussan  |                 |
|         | Lassales | Monléon-Magnoac |
| Monlong |          |                 |

### Hydrographie

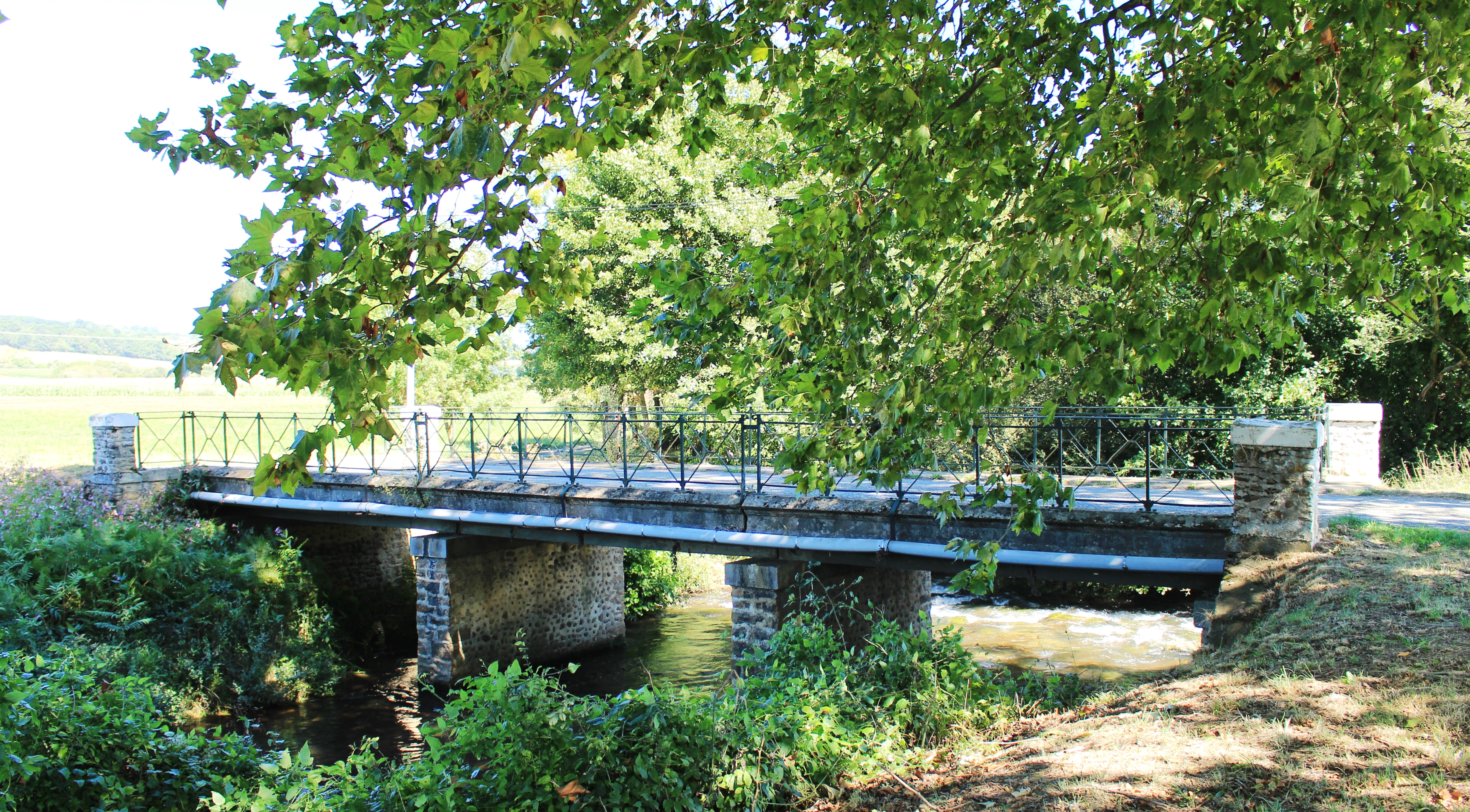
Le pont au-dessus du Gers.

Elle est drainée par le Gers, un bras du Gers, le ruisseau de Hontas et le ruisseau de Ribanès, constituant un réseau hydrographique de 3 km de longueur totale,.
Le Gers, d'une longueur totale de 175,4 km, prend sa source dans la commune de Lannemezan et s'écoule vers le nord. Il traverse la commune et se jette dans la Garonne à Layrac, après avoir traversé 47 communes.

### Climat
Le climat qui caractérise la commune est qualifié, en 2010, de « climat océanique altéré », selon la typologie des climats de la France qui compte alors huit grands types de climats en métropole. En 2020, la commune ressort du même type de climat dans la classification établie par Météo-France, qui ne compte désormais, en première approche, que cinq grands types de climats en métropole. Il s’agit d’une zone de transition entre le climat océanique et les climats de montagne et le climat semi-continental. Les écarts de température entre hiver et été augmentent avec l'éloignement de la mer. La pluviométrie est plus faible qu'en bord de mer, sauf aux abords des reliefs.
Les paramètres climatiques qui ont permis d’établir la typologie de 2010 comportent six variables pour les températures et huit pour les précipitations, dont les valeurs correspondent à la normale 1971-2000. Les sept principales variables caractérisant la commune sont présentées dans l'encadré ci-après.
| Paramètres climatiques communaux sur la période 1971-2000 - Moyenne annuelle de température : 12,4 °C - Nombre de jours avec une température inférieure à −5 °C : 2,4 j - Nombre de jours avec une température supérieure à 30 °C : 5,3 j - Amplitude thermique annuelle : 14,7 °C - Cumuls annuels de précipitation : 1 024 mm - Nombre de jours de précipitation en janvier : 10,2 j - Nombre de jours de précipitation en juillet : 6,9 j |

Avec le changement climatique, ces variables ont évolué. Une étude réalisée en 2014 par la Direction générale de l'Énergie et du Climat complétée par des études régionales prévoit en effet que la  température moyenne devrait croître et la pluviométrie moyenne baisser, avec toutefois de fortes variations régionales. Ces changements peuvent être constatés sur la station météorologique de Météo-France la plus proche, « Gavarnie », sur la commune de Gaussan, mise en service en 1992 et qui se trouve à 2 km à vol d'oiseau,, où la température moyenne annuelle est de 7,6 °C et la hauteur de précipitations de 1 466,6 mm pour la période 1981-2010.
Sur la station météorologique historique la plus proche, « Tarbes-Lourdes-Pyrénées », sur la commune d'Ossun, mise en service en 1946 et à 42 km, la température moyenne annuelle évolue de 12,2 °C pour la période 1971-2000, à 12,6 °C pour 1981-2010, puis à 12,9 °C pour 1991-2020.

### Milieux naturels et biodiversité

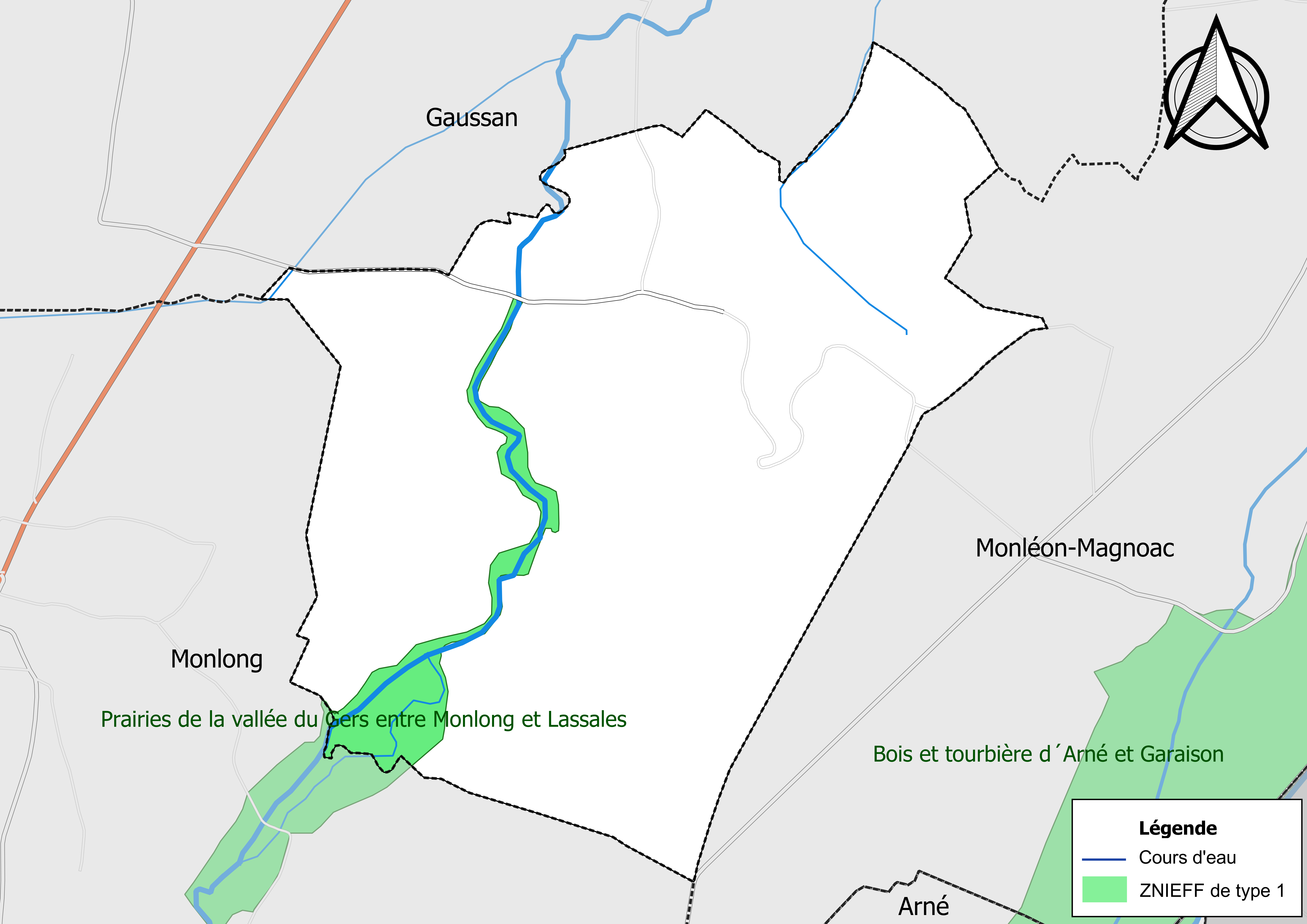
Carte de la ZNIEFF de type 1 localisée sur la commune.

L’inventaire des zones naturelles d'intérêt écologique, faunistique et floristique (ZNIEFF) a pour objectif de réaliser une couverture des zones les plus intéressantes sur le plan écologique, essentiellement dans la perspective d’améliorer la connaissance du patrimoine naturel national et de fournir aux différents décideurs un outil d’aide à la prise en compte de l’environnement dans l’aménagement du territoire.
Une ZNIEFF de type 1 est recensée sur la commune :
les « prairies de la vallée du Gers entre Monlong et Lassales » (22 ha), couvrant 2 communes du département.

## Urbanisme

### Typologie
Au 1er janvier 2024, Lassales est catégorisée commune rurale à habitat très dispersé, selon la nouvelle grille communale de densité à sept niveaux définie par l'Insee en 2022.
Elle est située hors unité urbaine et hors attraction des villes,.

### Occupation des sols
L'occupation des sols de la commune, telle qu'elle ressort de la base de données européenne d’occupation biophysique des sols Corine Land Cover (CLC), est marquée par l'importance des territoires agricoles (64 % en 2018), une proportion identique à celle de 1990 (64 %). La répartition détaillée en 2018 est la suivante : 
zones agricoles hétérogènes (40,4 %), forêts (36 %), terres arables (12 %), prairies (11,6 %).
L'IGN met par ailleurs à disposition un outil en ligne permettant de comparer l’évolution dans le temps de l’occupation des sols de la commune (ou de territoires à des échelles différentes). Plusieurs époques sont accessibles sous forme de cartes ou photos aériennes : la carte de Cassini (XVIIIe siècle), la carte d'état-major (1820-1866) et la période actuelle (1950 à aujourd'hui).

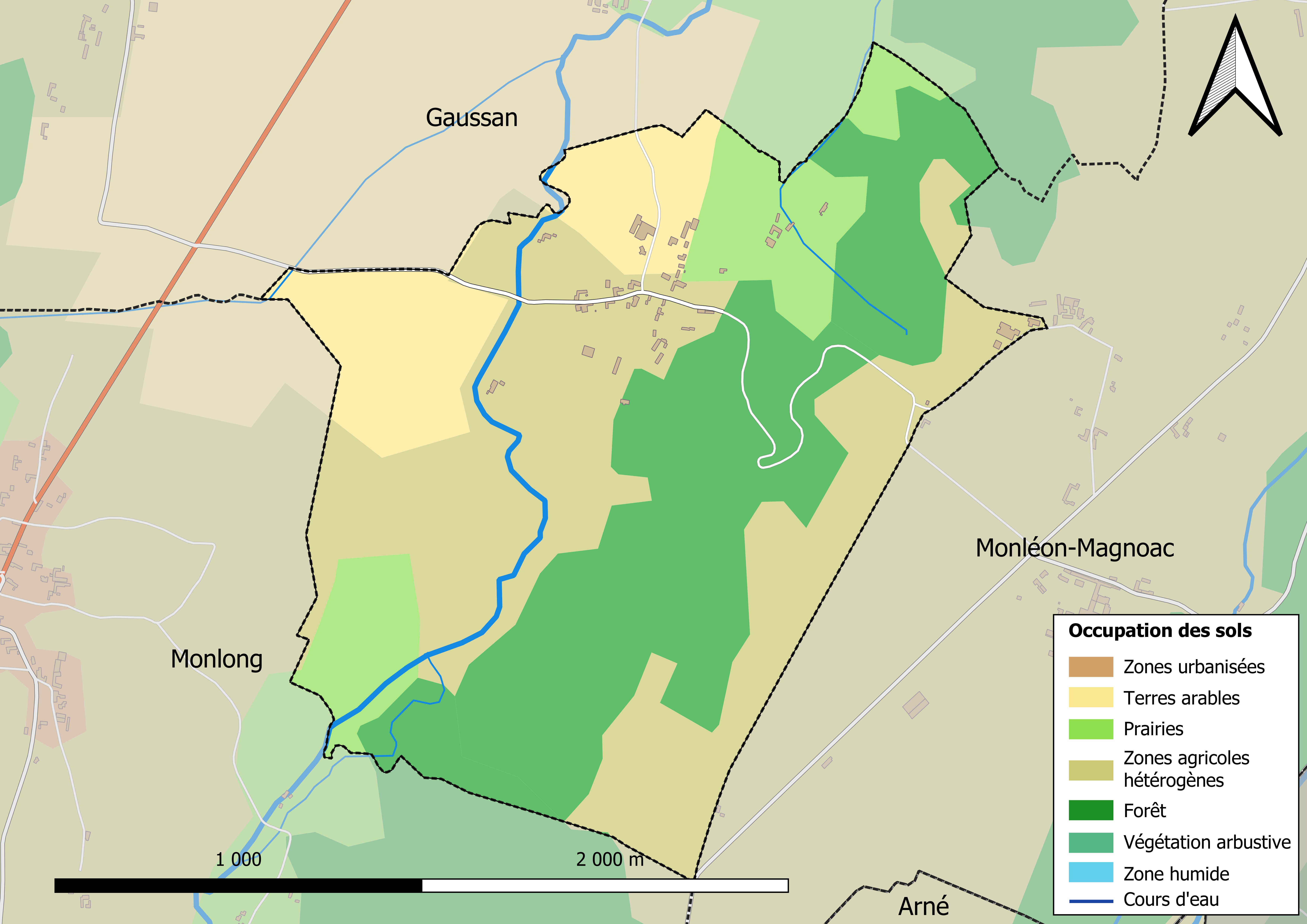
Carte des infrastructures et de l'occupation des sols en 2018 (CLC) de la commune.
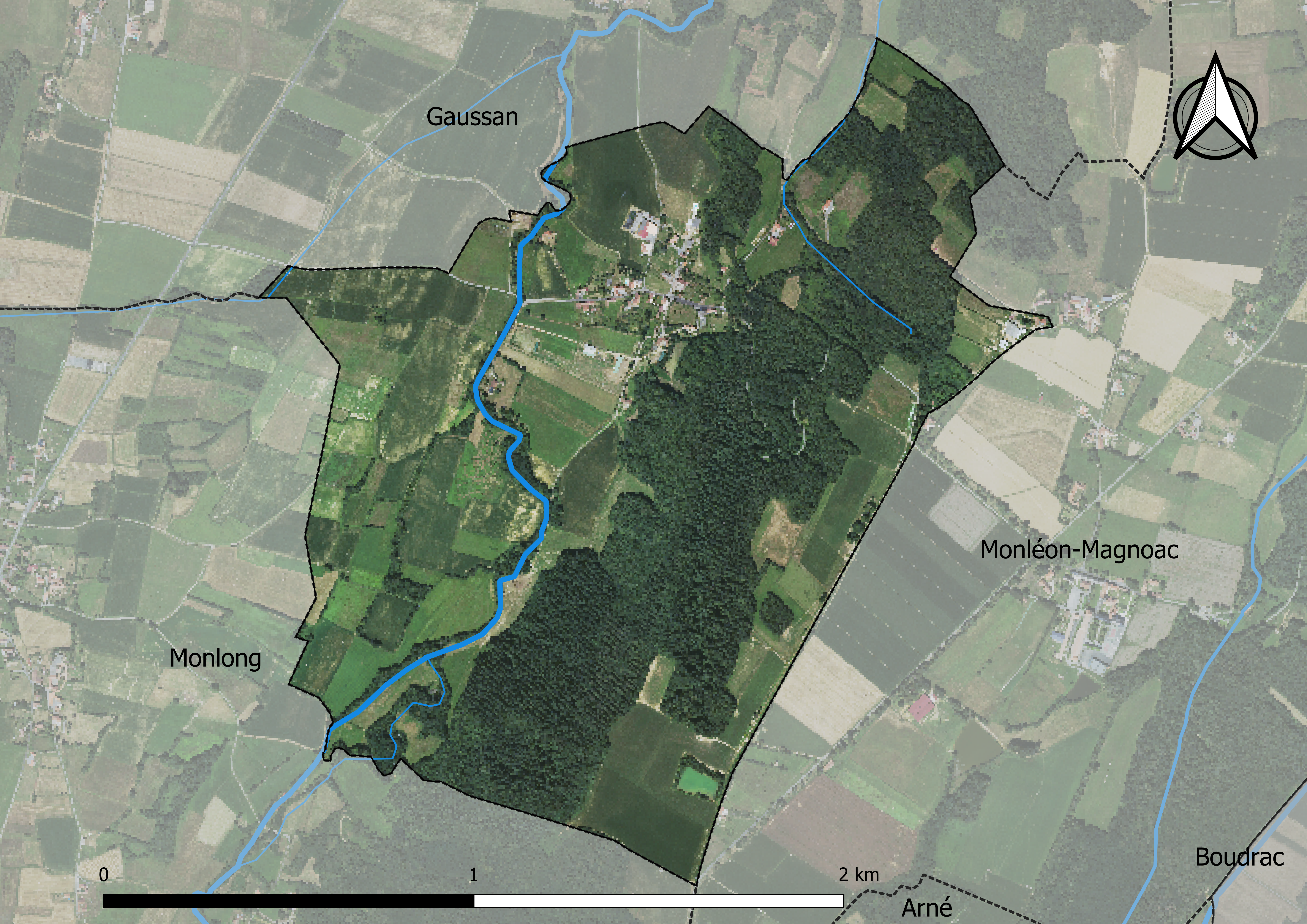
Carte orthophotogrammétrique de la commune.

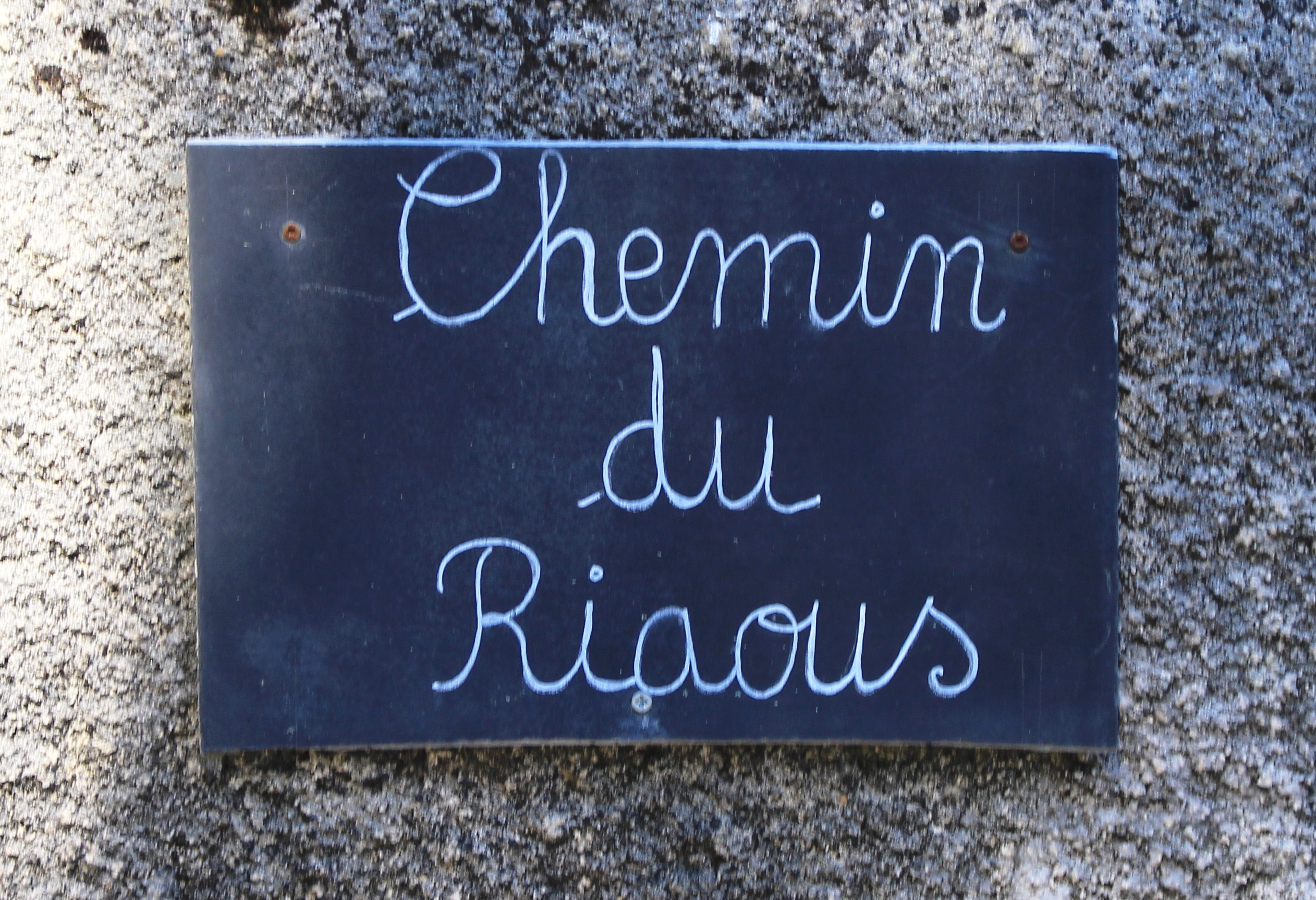
Rue du village.

### Logement
En 2012, le nombre total de logements dans la commune est de 22.

Parmi ces logements, 68,1 % sont des résidences principales, 22,8 % des résidences secondaires et 9,1 % des logements vacants.

### Risques majeurs
Le territoire de la commune de Lassales est vulnérable à différents aléas naturels : météorologiques (tempête, orage, neige, grand froid, canicule ou sécheresse), inondations, mouvements de terrains et séisme (sismicité modérée). Un site publié par le BRGM permet d'évaluer simplement et rapidement les risques d'un bien localisé soit par son adresse soit par le numéro de sa parcelle.
Certaines parties du territoire communal sont susceptibles d’être affectées par le risque d’inondation par débordement de cours d'eau, notamment le Gers. La cartographie des zones inondables en ex-Midi-Pyrénées réalisée dans le cadre du XIe Contrat de plan État-région, visant à informer les citoyens et les décideurs sur le risque d’inondation, est accessible sur le site de la DREAL Occitanie. La commune a été reconnue en état de catastrophe naturelle au titre des dommages causés par les inondations et coulées de boue survenues en 1982, 1999, 2006 et 2009,.
Lassales est exposée au risque de feu de forêt. Un plan départemental de protection des forêts contre les incendies a été approuvé par arrêté préfectoral le 21 avril 2020 pour la période 2020-2029. Le précédent couvrait la période 2007-2017. L’emploi du feu est régi par deux types de réglementations. D’abord le code forestier et l’arrêté préfectoral du 27 octobre 2014, qui réglementent l’emploi du feu à moins de 200 m des espaces naturels combustibles sur l’ensemble du département. Ensuite celle établie dans le cadre de la lutte contre la pollution de l’air, qui interdit le brûlage des déchets verts des particuliers. L’écobuage est quant à lui réglementé dans le cadre de commissions locales d’écobuage (CLE)

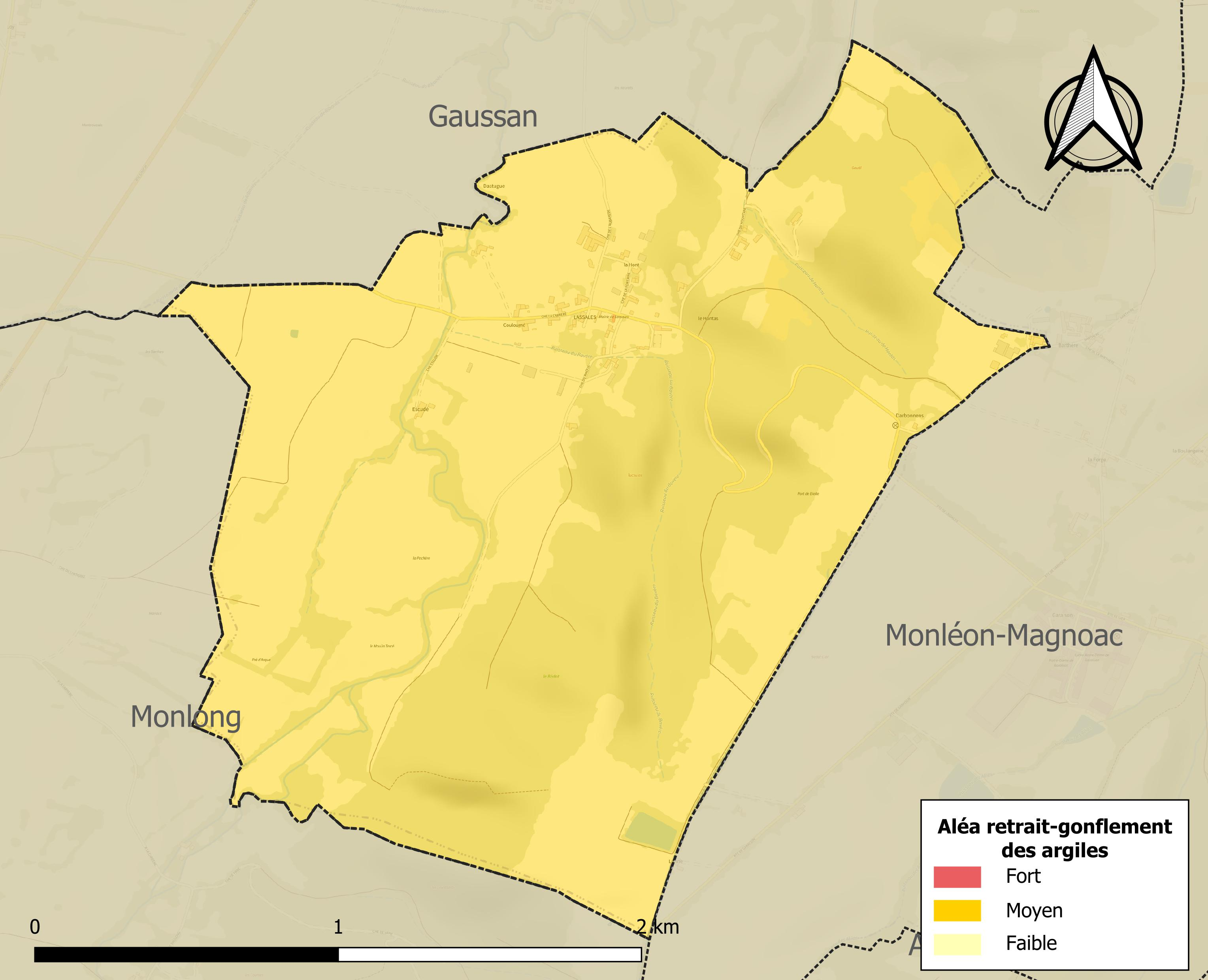
Carte des zones d'aléa retrait-gonflement des sols argileux de Lassales.

Les mouvements de terrains susceptibles de se produire sur la commune sont des tassements différentiels.
Le retrait-gonflement des sols argileux est susceptible d'engendrer des dommages importants aux bâtiments en cas d’alternance de périodes de sécheresse et de pluie. La totalité de la commune est en aléa moyen ou fort (44,5 % au niveau départemental et 48,5 % au niveau national). Sur les 22 bâtiments dénombrés sur la commune en 2019, 22 sont en aléa moyen ou fort, soit 100 %, à comparer aux 75 % au niveau départemental et 54 % au niveau national. Une cartographie de l'exposition du territoire national au retrait gonflement des sols argileux est disponible sur le site du BRGM,.
Par ailleurs, afin de mieux appréhender le risque d’affaissement de terrain, l'inventaire national des cavités souterraines permet de localiser celles situées sur la commune.
Concernant les mouvements de terrains, la commune a été reconnue en état de catastrophe naturelle au titre des dommages causés par des mouvements de terrain en 1999.

## Toponymie

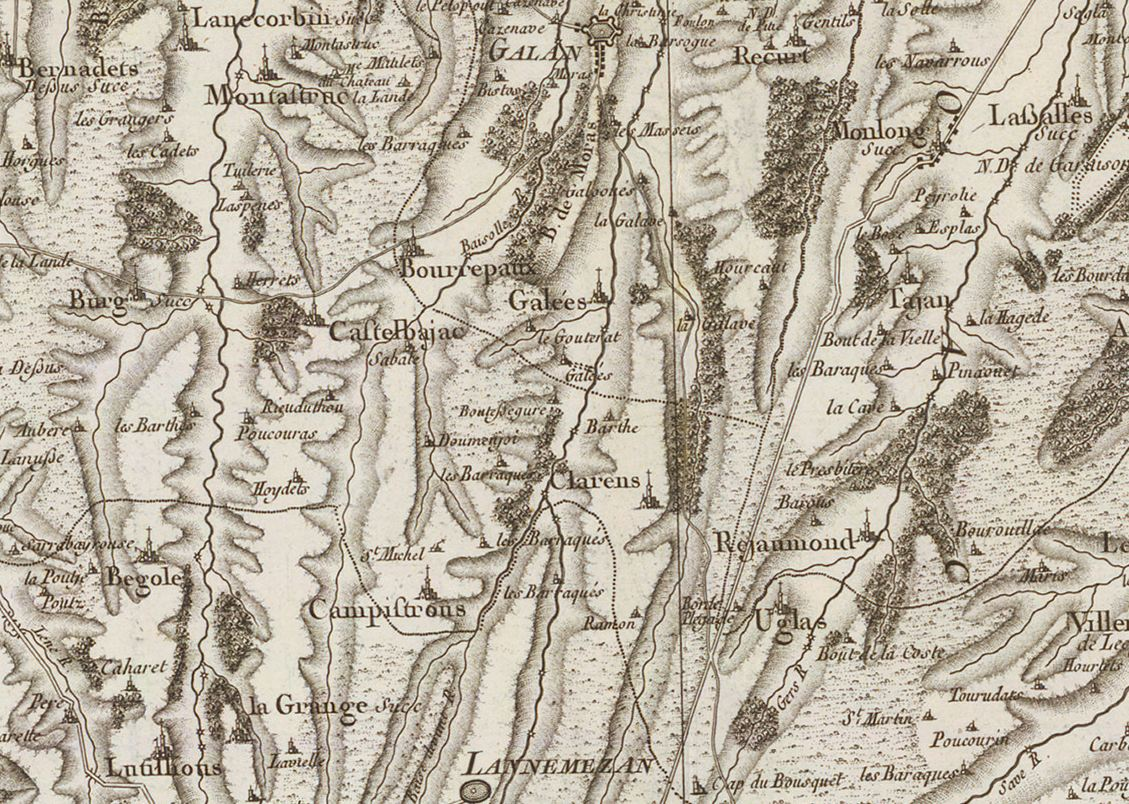
Extrait de la carte de Cassini (entre 1756 et 1789) situant Lassales au nord est de Lannemezan

On trouvera les principales informations dans le Dictionnaire toponymique des communes des Hautes Pyrénées de Michel Grosclaude et Jean-François Le Nail qui rapporte les dénominations historiques du village :
Dénominations historiques :
- de Salis, latin (1383-1384, procuration d'Auch) ;
- Lassales, Las Sales, (XVe siècle, taxes Auch) ;
- Lassales, (fin XVIIIe siècle, carte de Cassini).

Étymologie : du gascon salas, « maisons seigneuriales ».
Nom occitan : Eras Salas.

## Histoire, Moyen Âge
Lassales, est un village riche en histoire qui a abrité une motte castrale sur le haut de la colline. La motte castrale daterait du Xe siècle de notre ère . 

### Cadastre napoléonien de Lassales
Le plan cadastral napoléonien de Lassales est consultable sur le site des archives départementales des Hautes-Pyrénées.

## Politique et administration

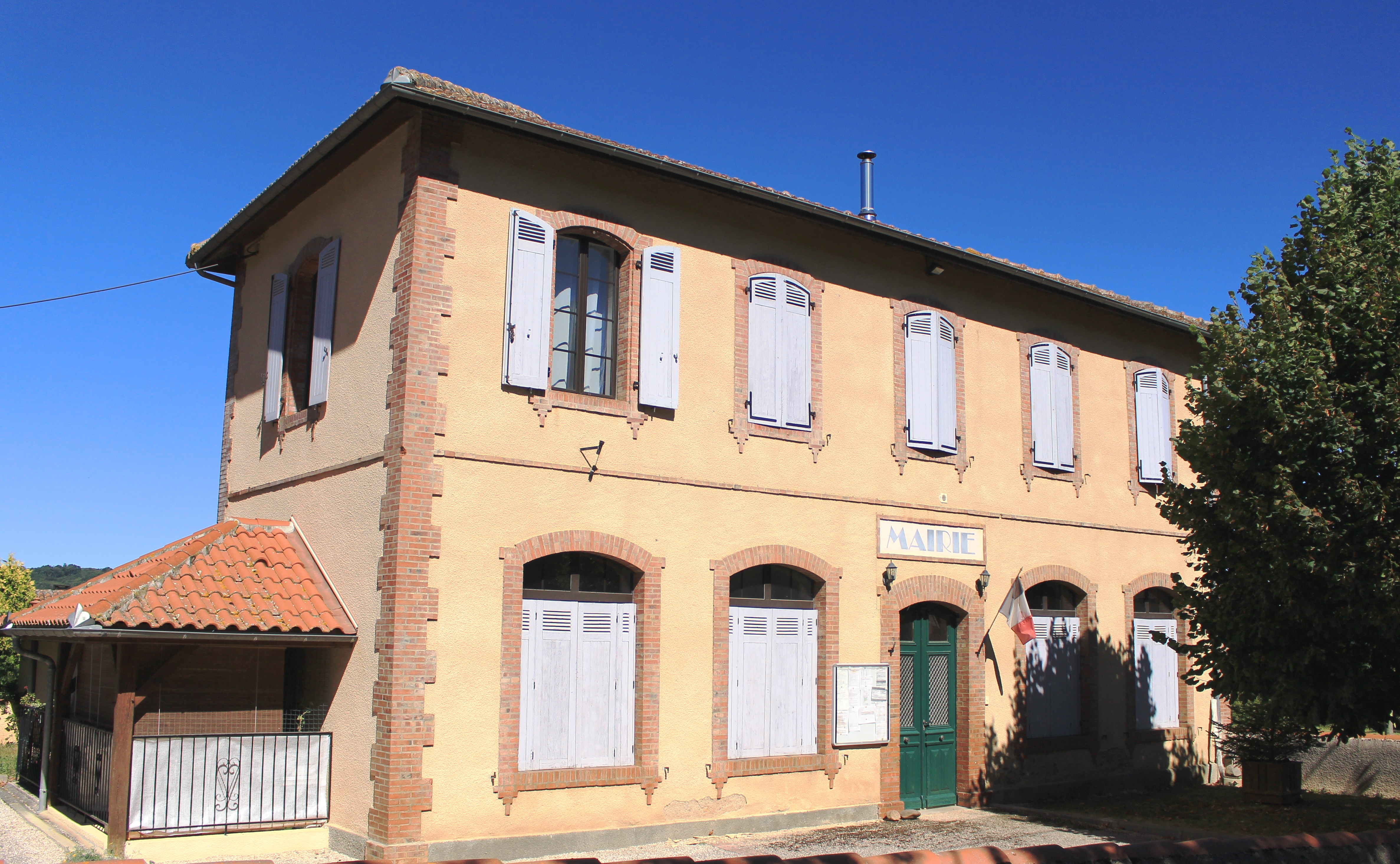
La mairie en 2020.

### Liste des maires
| Période                                  | Période   | Identité      | Étiquette | Qualité |
| ---------------------------------------- | --------- | ------------- | --------- | ------- |
| Les données manquantes sont à compléter. |           |               |           |         |
|                                          |           |               |           |         |
| mars 1995                                | mars 2008 | Paul Colard   |           |         |
| mars 2008                                | mars 2014 | Michel Blanco |           |         |
| mars 2014                                | En cours  | Michel Mole   |           |         |

### Rattachements administratifs et électoraux

#### Historique administratif
Sénéchaussée d'Auch, pays des Quatre-Vallées, vallée de Magnoac, baronnie de Lassalles, canton de  Castelnau-Magnoac chef-lieu à Magnoac, (1790) puis à Castelnau-Magnoac (1801).

#### Intercommunalité
Lassales appartient à la communauté de communes du Pays de Trie et du Magnoac créée en janvier 2017 et qui ré u nit 50 communes.
La commune est également membre du SIVOM de Saint-Gaudens Montréjeau Aspet Magnoac.

## Population et société

### Démographie

#### Évolution démographique
| 1793 | 1800 | 1806 | 1821 | 1831 | 1836 | 1841 | 1846 | 1851 |
| ---- | ---- | ---- | ---- | ---- | ---- | ---- | ---- | ---- |
| 163  | 114  | 172  | 190  | 234  | 253  | 225  | 236  | 251  |

| 1856 | 1861 | 1866 | 1872 | 1876 | 1881 | 1886 | 1891 | 1896 |
| ---- | ---- | ---- | ---- | ---- | ---- | ---- | ---- | ---- |
| 210  | 204  | 198  | 197  | 189  | 180  | 163  | 141  | 135  |

| 1901 | 1906 | 1911 | 1921 | 1926 | 1931 | 1936 | 1946 | 1954 |
| ---- | ---- | ---- | ---- | ---- | ---- | ---- | ---- | ---- |
| 117  | 123  | 128  | 111  | 94   | 92   | 86   | 78   | 72   |

| 1962 | 1968 | 1975 | 1982 | 1990 | 1999 | 2006 | 2008 | 2013 |
| ---- | ---- | ---- | ---- | ---- | ---- | ---- | ---- | ---- |
| 61   | 53   | 44   | 52   | 33   | 37   | 27   | 24   | 30   |

| 2018 | 2022 | - | - | - | - | - | - | - |
| ---- | ---- | - | - | - | - | - | - | - |
| 35   | 37   | - | - | - | - | - | - | - |

### Enseignement
La commune dépend de l'académie de Toulouse. Elle ne dispose plus d'école en 2016.

## Économie

### Emploi
|                | 2008  | 2013  | 2018   |
| -------------- | ----- | ----- | ------ |
| Commune        | 0 %   | 5,9 % | 15,4 % |
| Département    | 7,7 % | 9,4 % | 9,8 %  |
| France entière | 8,3 % | 10 %  | 10 %   |

En 2018, la population âgée de 15 à 64 ans s'élève à 26 personnes, parmi lesquelles on compte 73,1 % d'actifs (57,7 % ayant un emploi et 15,4 % de chômeurs) et 26,9 % d'inactifs,. En  2018, le taux de chômage communal (au sens du recensement) des 15-64 ans est supérieur à celui du département et de la France, alors qu'en 2008 la situation était inverse.
La commune est hors attraction des villes,. Elle compte 12 emplois en 2018, contre 10 en 2013 et 6 en 2008. Le nombre d'actifs ayant un emploi résidant dans la commune est de 16, soit un indicateur de concentration d'emploi de 74,8 % et un taux d'activité parmi les 15 ans ou plus de 64,5 %.
Sur ces 16 actifs de 15 ans ou plus ayant un emploi, 10 travaillent dans la commune, soit 63 % des habitants. Pour se rendre au travail, 62,5 % des habitants utilisent un véhicule personnel ou de fonction à quatre roues, 12,5 % s'y rendent en deux-roues, à vélo ou à pied et 25 % n'ont pas besoin de transport (travail au domicile).

## Culture locale et patrimoine

Sélection de vues des croix municipales.
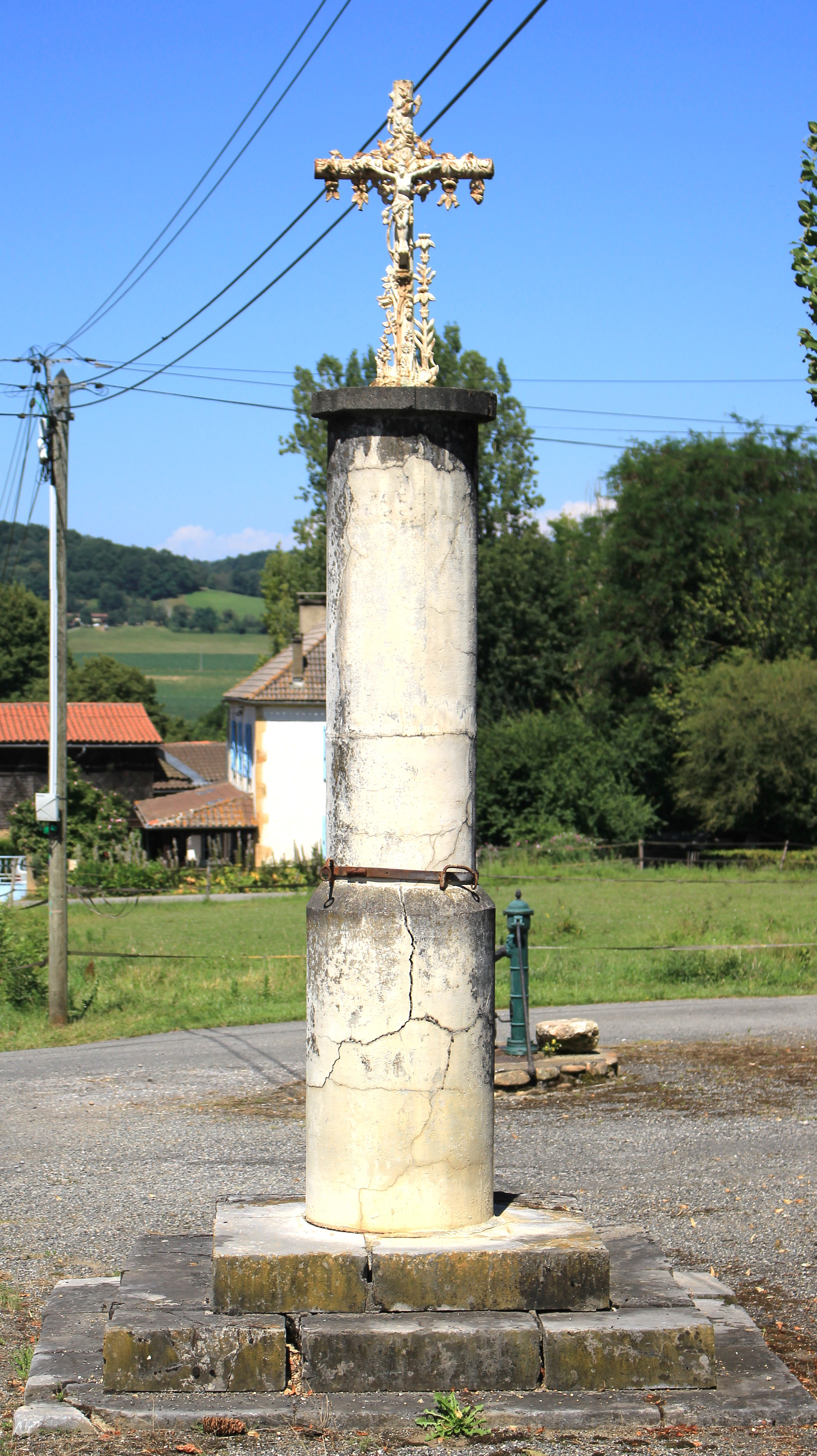
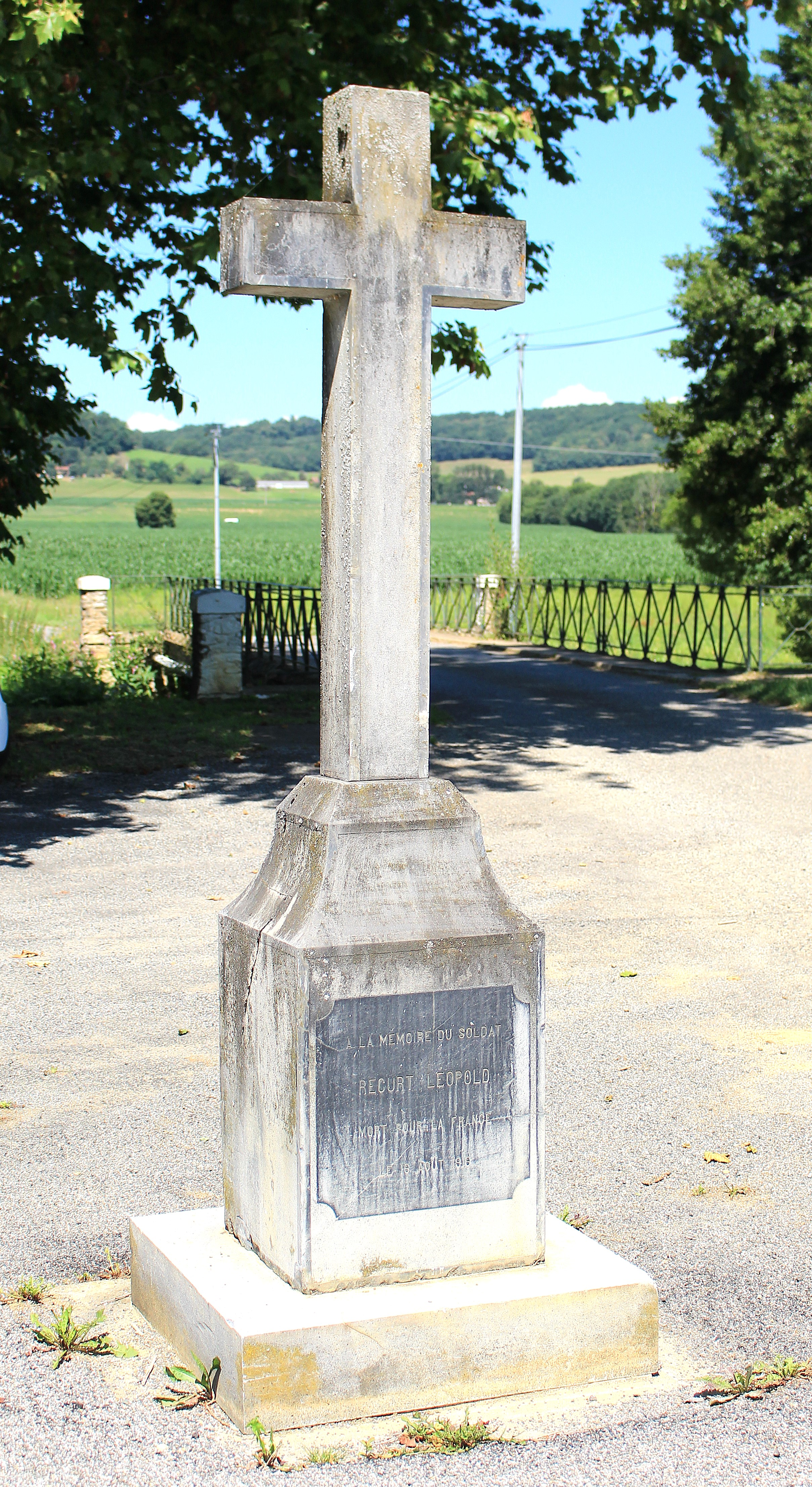
Une croix.

### Lieux et monuments

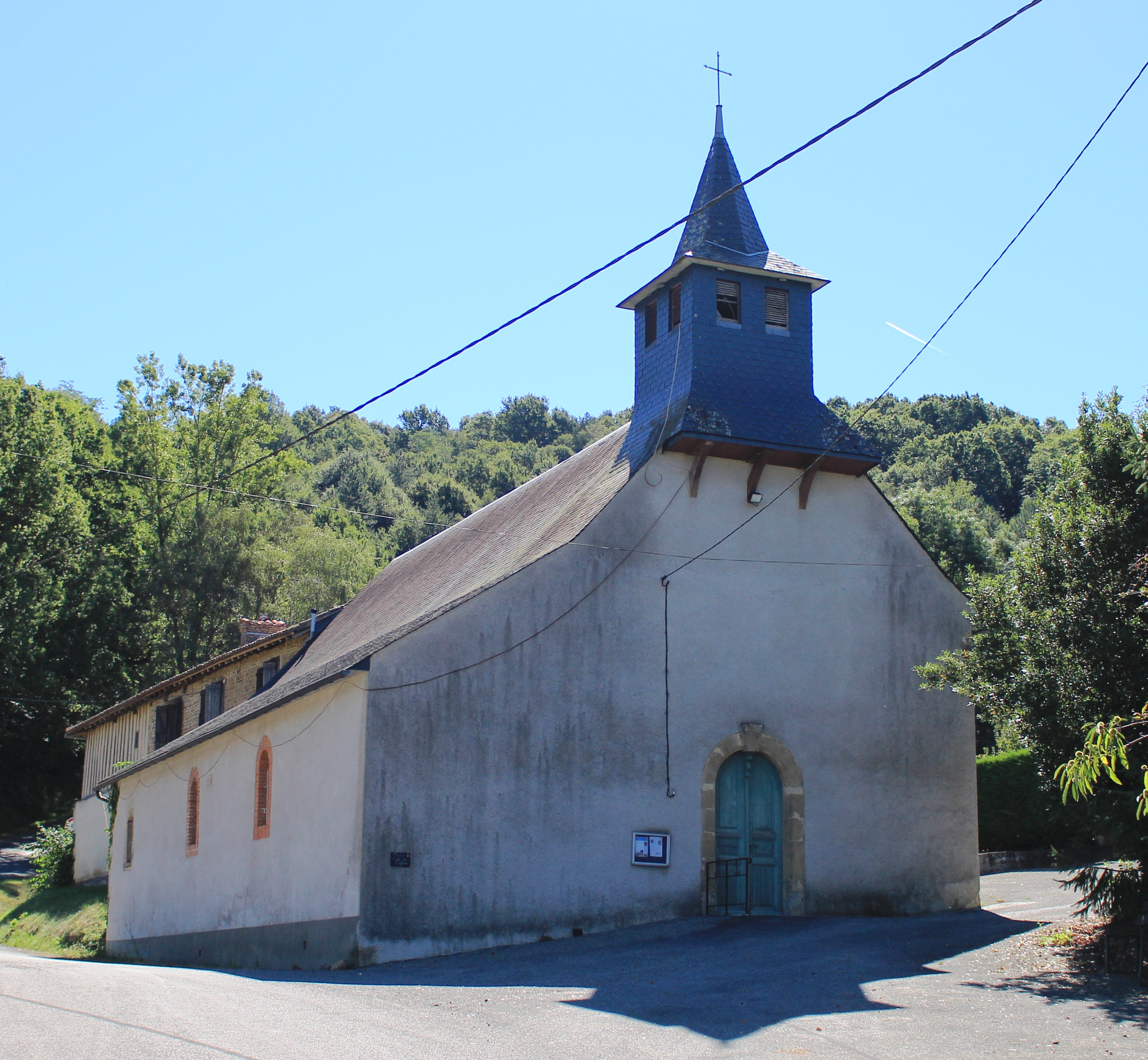
L'église Saint-Laurent en 2020.

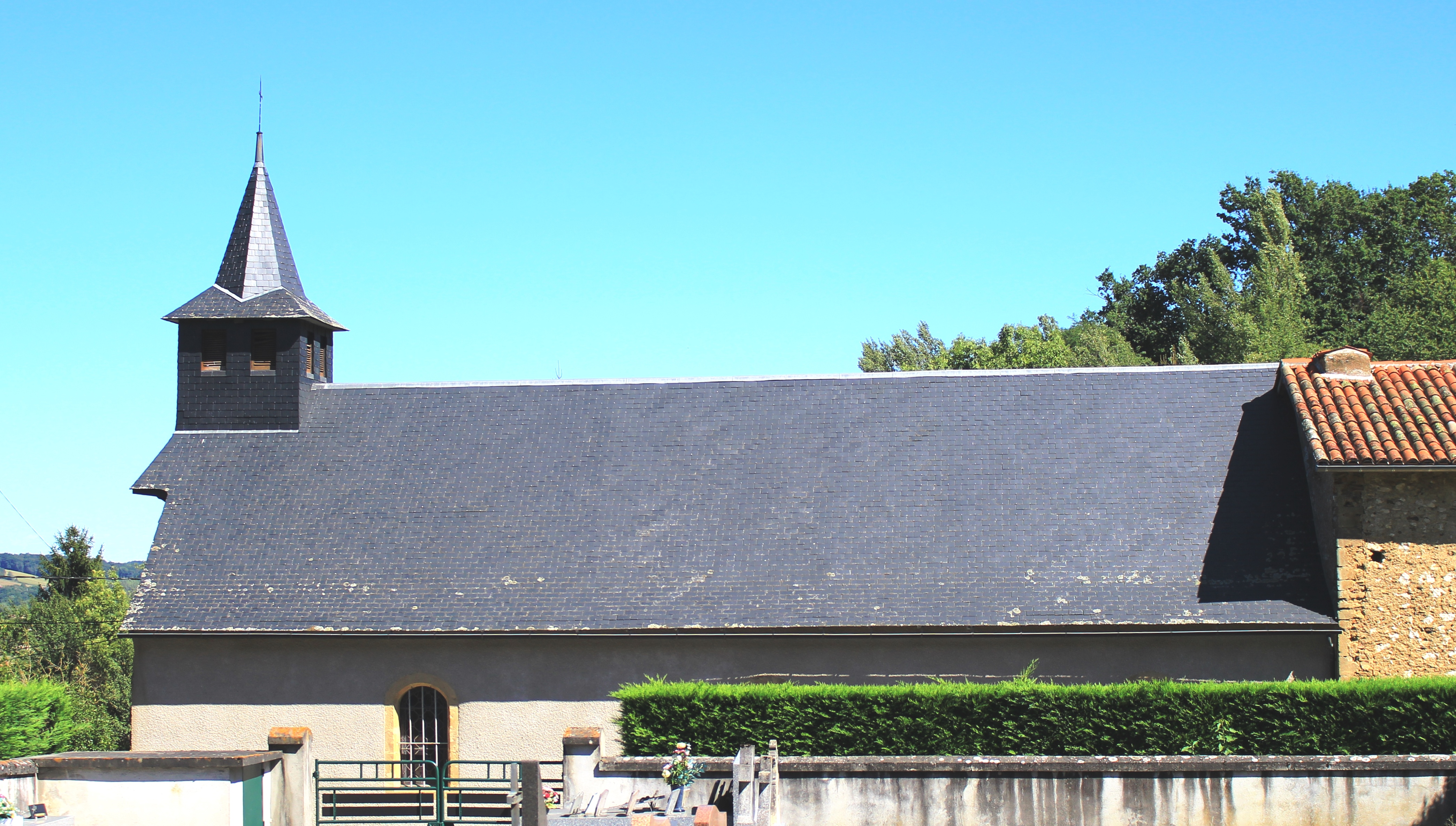
L'église.

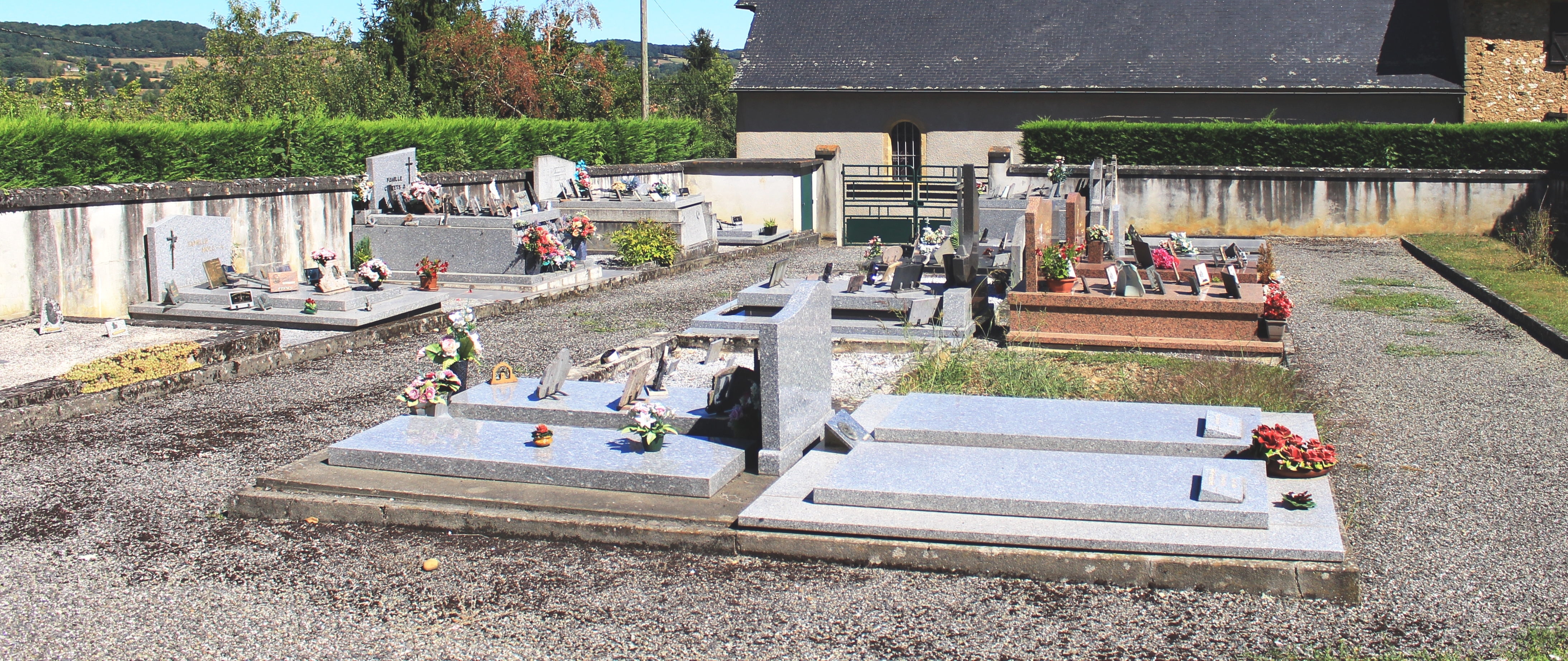
Le cimetière.

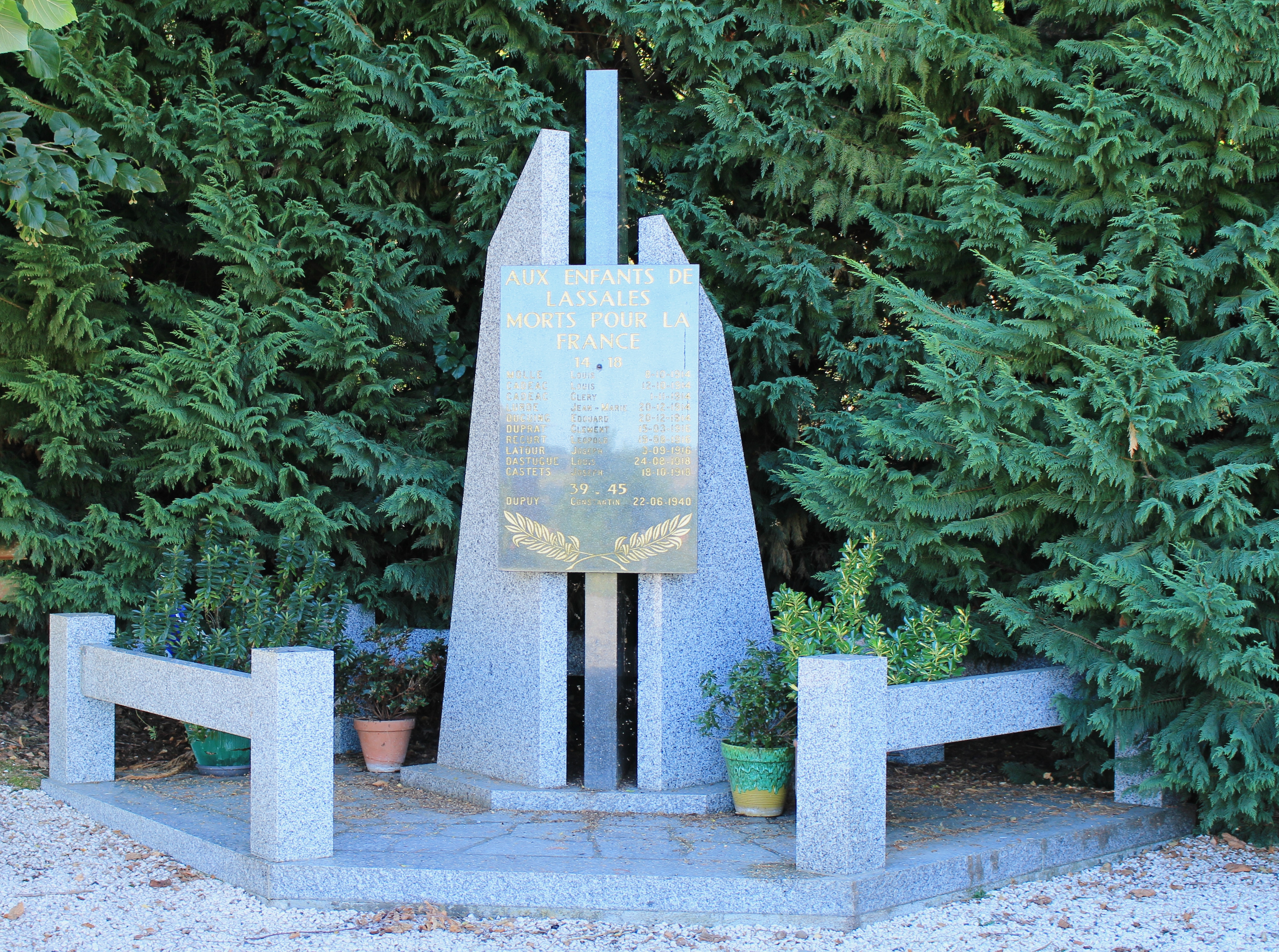
Le monument aux morts municipal.

- Église Saint-Laurent de Lassales.

### Personnalités liées à la commune
Adrien Recurt, homme politique, natif de Lassales.

### Héraldique et devise
| Blason de Lassales | Blason  | De gueules à la tour d'or soutenue de trois mouchetures d'hermine cousues de sable*. |
| Blason de Lassales | Détails | * Ces armes emploient le terme « cousu » dans le seul but de contrevenir à la règle de contrariété des couleurs : elles sont fautives : Cousu inacceptable car non issu d'une concession d'armoiries. |